# Dacrycarpus kinabaluensis
Dacrycarpus kinabaluensis — вид хвойних рослин родини подокарпових.
Видовий епітет вказує на гору Кінабалу.

## Опис
Чагарник або невелике дерево 2-13 м у висоту і 15-30 см діаметра. Стигле покриття насіння синього або фіолетового кольору. Насіння, з його покриттям, розміром 6-7 × 5-6 мм.

## Поширення, екологія
Країни поширення: Малайзія (Сабах). Це чагарникове дерево яке обмежується верхніми гірськими лісами і субальпійськими карликовими лісами на горі Кінабалу від близько 2600 м. до лінії дерев бл. 3500 м. Може утворювати щільні, майже чисті поселення, але зазвичай асоціюється з інших хвойними, наприклад, Dacrydium gracile, Dacrydium gibbsiae, Phyllocladus hypophyllus, Podocarpus brevifolius. Покритонасінних дерев часто мало, але вересоподібні високі чагарники і карликові дерева Rhododendron, Leptospermum є найбільш поширеним. Часто є товстий моховий шар, в якому орхідеї і Nepenthes є поширеними.

## Використання
Цей вид зустрічається в Національному парку на великій висоті і не використовується в економічному плані. Наскільки відомо, не вирощується за винятком, можливо, кількох ботанічних садів та / або приватних колекцій.

## Загрози та охорона
Збільшення туризму може представляти непрямі загрози для цього виду. Практично вся популяція цього виду росте в Національному парку гора Кінабалу. 